# 詹姆斯·麦肯齐
詹姆斯·麦肯齐（英語：James McKenzie，1903年8月13日—1931年1月8日），英国前男子拳击运动员。他曾代表英国参加1924年夏季奥林匹克运动会拳击比赛，获得男子112磅级银牌。